# Club Atlético Decadente
Club Atlético Decadente es el octavo álbum de la banda argentina de ska Los Auténticos Decadentes publicado el 26 de octubre de 2006. El disco fue producido por Pablo Guyot y Alfredo Toth.

## Lista de canciones
| Club Atlético Decadente |                                             |                                                   |          |  |
| N.º                     | Título                                      | Escritor(es)                                      | Duración |  |
| 1.                      | «Somos»                                     | Gustavo Parisi · Martín Lorenzo                   | 3:25     |  |
| 2.                      | «Algo hay que comer»                        | Jorge Serrano                                     | 4:12     |  |
| 3.                      | «Me tiro a la basura» (con Gustavo Cordera) | Mariano Franceschelli · Pablo Franceschelli       | 3:27     |  |
| 4.                      | «Confundido»                                | Jorge Serrano                                     | 4:01     |  |
| 5.                      | «Veo»                                       | Diego Demarco                                     | 3:43     |  |
| 6.                      | «Amanecer»                                  | Martín Lorenzo                                    | 4:57     |  |
| 7.                      | «Estilo espacial»                           | Claudio Carrozza · Gustavo Parisi                 | 2:48     |  |
| 8.                      | «Cuando te escucho decir mi nombre»         | Pablo Armesto                                     | 3:49     |  |
| 9.                      | «La flecha de cupido»                       | Jorge Serrano                                     | 3:48     |  |
| 10.                     | «Otra vez lo arruiné todo» (con Juanse)     | Martín Lorenzo · Pablo Franceschelli              | 2:57     |  |
| 11.                     | «Viaje mental» (con Adrián Dárgelos)        | Jorge Serrano                                     | 4:02     |  |
| 12.                     | «La primera vez»                            | Claudio Carrozza · Gustavo Parisi                 | 3:53     |  |
| 13.                     | «Viejo pino del rincón»                     | Jorge Serrano                                     | 3:58     |  |
| 14.                     | «Besos perdidos» («Manhã de Carnaval»)      | Letra: Mariano Franceschelli / Música: Luis Bonfá | 3:47     |  |